# (34084) 2000 PM4
2000 PM4 (asteroide 34084) é um asteroide da cintura principal. Possui uma excentricidade de 0.04467000 e uma inclinação de 11.37364º.
Este asteroide foi descoberto no dia 1 de agosto de 2000 por LINEAR em Socorro.